# Eigenbluttherapie
Unter dem Begriff Eigenbluttherapie oder Eigenblutbehandlung werden verschiedene Verfahren verstanden, denen gemeinsam ist, dass dem Patienten zunächst eine bestimmte Menge Blut entnommen wird, um es anschließend wieder zu injizieren oder zu infundieren, wobei es bei manchen Methoden vorher auf verschiedene Weise behandelt wird. Die Befürworter der Eigenbluttherapie sehen die verschiedenen Verfahren als „unspezifische Reiztherapien“ oder unspezifische Umstimmungstherapien an. Diese gehören zu den alternativmedizinischen Verfahren. Das körpereigene Blut soll als Fremdkörperreiz dienen. Ursprung der Eigenbluttherapie sind Experimente des englischen Arztes William Highmore 1874 sowie von Novotny im Jahre 1912. Als Begründer der Eigenbluttherapie gelten die in den USA lebenden schwedischen Ärzte Elfstrom und Grafstrom, die 1898 erstmals ihren Patienten bei schweren Infektionen Eigenblut verabreichten. Der Berliner Chirurg August Bier hat der Eigenbluttherapie im Jahre 1905 zum Durchbruch verholfen. Dokumentiert ist, dass die Behandlung mit Eigenblut in Deutschland mit Beginn des 20. Jahrhunderts bis etwa 1960 eine allgemein übliche ärztliche Behandlungsmethode mit unterschiedlichsten Indikationen war. Die Einführung der Sulfonamide im Jahre 1932 führte zum allmählichen Rückgang der Eigenbluttherapie und wurde von der Therapie mit Antibiotika abgelöst. Neben Heilpraktikern wird sie vorwiegend noch von naturheilkundlich tätigen Ärzten angewendet. Nach einer Umfrage aus dem Jahre 1997 haben ca. 75.000 Ärzte in Deutschland Eigenblut eingesetzt. Im Jahre 2000 war sie das dritthäufigste naturheilkundliche Verfahren nach Akupunktur und Homöopathie.
Die Eigenblutverfahren sind sowohl von der Eigenblutspende (Autotransfusion), als auch von verschiedenen Dialyseverfahren streng zu unterscheiden.
In der Praxis wird am häufigsten unverändertes Eigenblut angewendet. Eine weitere häufige Variante der Eigenblutbehandlung enthält eine Zusetzung von Ozon. In der Regel wird die Eigenbluttherapie mehrfach wiederholt.
Die medizinische Wirksamkeit des Verfahrens ist aufgrund fehlender randomisierter kontrollierter Studien wissenschaftlich nicht belegt, bei einzelnen Indikationen sogar widerlegt.

## Verschiedene Formen der Eigenblutbehandlung
Bei den meisten Eigenblutbehandlungen werden 0,5 bis 5 ml Blut aus der Armvene entnommen. Die Reinjektion des entnommenen Blutes erfolgt später intramuskulär, subkutan, intrakutan oder intravenös. In einem Sonderfall (potenziertes Eigenblut nach Imhäuser) wird eine geringe Menge Blut dem Patienten zur oralen Aufnahme gegeben.
- Die einfachste Variante besteht darin, das entnommene Blut wieder zurück zu injizieren: die unveränderte Eigenbluttherapie.[8]
- Eigenbluttherapie mit defibriniertem Eigenblut: Das Blut wird mechanisch zur Gerinnung gebracht und das gebildete Fibrin vor Rückinjektion entfernt.
- die Ozon-Eigenbluttherapie: Das Blut wird mit einem Ozon-Sauerstoff-Gemisch angereichert und zurückgegeben.
- Hämatogene Oxidationstherapie (HOT), Blutwäsche nach Wehrli, fotobiologische Behandlung: 50–200 ml Blut werden durch Natriumcitrat und Heparin ungerinnbar gemacht. Sauerstoff und Ozon werden eingeblasen und die Aufschäumung mit einem UV-C Strahler bestrahlt und rückinfundiert. Mehrere Studien konnten keine Wirksamkeit dieser nicht erstattungsfähigen Methode zeigen.
- Bei der ultraviolett-aktivierten Eigenbluttherapie (UVE) wird das Blut vor dem Zurückspritzen zusätzlich mit UV-C-Licht bestrahlt und dabei mechanisch bewegt.
- Eigenbluttherapie mit Zugabe von homöopathischen Präparaten.
- Eigenbluttherapie mit Zugabe von Immunstimulantien wie Echinacea.
- Autologe Target Cytokine (ATC) nach Nikolaus Klehr zur Therapie von Krebs.
- Eigenblut-Nosode: Entnahme eines Tropfens Blut aus der Fingerkuppe, homöopathische Behandlung des Blutes und orale Aufnahme durch den Patienten (hier meist Kinder).
- Reinjektion von hämolysiertem Eigenblut: Hierbei wird das Blut durch Zugabe von destilliertem Wasser zur osmotischen Hämolyse gebracht und zurück-injiziert.
- Reinjektion von mechanisch hämolysiertem Eigenblut (Cluster-Eigenblut): Hierbei  wird das Blut mehrfach durch eine Mischkammer gepumpt (Handelsname Foamake), die Zellmembranen werden dabei mechanisch zerstört.
- Entnahme von venösem Blut, Zentrifugation und lokale Injektion (meist im Bereich eines erkrankten Gelenkes) als sog. „autologes plättchenreiches Plasma“[10]

Nach einer anderen Einteilung wird auch von einer kleinen und einer großen Eigenbluttherapie gesprochen.
In seltenen Fällen sollen geringe Mengen Blut der Eltern auch bei Kindern zum Einsatz kommen, wenn diese eine große Angst vor Spritzen haben.

## Einsatz
Die Eigenblutbehandlung soll eine Stärkung der Abwehrkräfte des Körpers bewirken und gegen chronische Infektionen, allergische Erkrankungen, Neurodermitis, Asthma, Warzen, Erkrankungen des rheumatischen Formenkreises oder Durchblutungsstörungen wirken. Ähnlich wie beispielsweise regelmäßig durchgeführte kalte Güsse oder Saunabesuche sollen sie den Körper umstimmen und seine Selbstheilungskräfte wecken. Das in die Muskeln injizierte Blut regt nach diesen Vorstellungen das Immunsystem an. Dieses soll sich dann aber nicht gegen das eigene Blut richten, sondern, einmal aktiviert, verstärkt gegen körperfremde Eindringlinge wie Viren oder Bakterien vorgehen. Bei anderen Krankheiten steht eher eine behauptete Verbesserung der Fließfähigkeit des Blutes im Vordergrund. Die Eigenbluttherapie wird auch angewandt, um eine Haarverdichtung zu bewirken. Dafür wird das entnommene Blut in einer Zentrifuge zu plättchenreichem Plasma aufbereitet. Das daraus entstandene Blutplasma soll viele Wachstumshormone enthalten, was für eine bessere Nährstoffversorgung der Haarwurzel sorgen und somit das Wachstum der Haare anregen soll.

## Komplikationen und Nebenwirkungen
Schwerwiegende Nebenwirkungen sind bei der Eigenbluttherapie sehr selten. Wie bei der Eigenblutspende kommt es bei der Eigenbluttherapie zu keinen immunologischen Problemen. Ebenso ist die Übertragung von Viren und Bakterien ausgeschlossen. Grundsätzlich besteht aber (wie bei jedem invasiven Verfahren) die Möglichkeit, dass es durch die Injektion bei nicht ausreichender Sterilität zu einer Infektion kommt. Auch sind wie bei jeder Injektion Schädigungen oder Reizungen von Nervenbahnen durch den Einstich selbst oder die injizierte Substanz möglich die zu neurologischen Symptomen führen können.
Bei Menschen mit Gerinnungsstörungen ist die Eigenbluttherapie kontraindiziert, da es (zum Beispiel während einer Chemotherapie) zu Blutergüssen und Abszessen kommen kann. Weitere Kontraindikationen bestehen bei gleichzeitiger immunsuppressiver Therapie, krankhafter Überfunktion der Schilddrüse, schweren Leber- und Nierenschäden.
Als Unverträglichkeitsreaktionen kann es nach einer Behandlung zu Nesselfieber, Schwindel, Kopfschmerzen, Fieber und Herzrasen kommen, und bei Injektion von mit zusätzlichen Substanzen versetztem Eigenblut in schweren Fällen zu einem allergischen Schock.
Bisher gibt es keine Belege dafür, dass von Heilpraktikern durchgeführte Eigenbluttherapien gefährlicher sind als die von Ärzten.

## Wirkung der Eigenbluttherapie
Die Eigenbluttherapie ist in erster Linie Erfahrungsheilkunde. Auf dem Gebiet der Eigenbluttherapie wurde vor allem in der ersten Hälfte des 20. Jahrhunderts geforscht. Die behauptete Wirkungsweise ist aus naturwissenschaftlicher Sicht nicht plausibel. Im Rahmen der Beratung der Hämatogenen Oxidationstherapie (HOT) (auch: Blutwäsche nach Wehrli, oder: fotobiologische Behandlung) vor dem Arbeitsausschuss „Ärztliche Behandlung“ des Bundesausschusses der Ärzte und Krankenkassen im Jahre 2000 hat die Auseinandersetzung mit den wissenschaftlichen Erkenntnissen zur HOT gezeigt, dass für diese Therapie randomisierte kontrollierte Studien möglich sind und durchgeführt werden. Die ausgewerteten wissenschaftlichen Unterlagen konnten einen Nutzen der HOT jedoch nicht belegen. Auch die von den Anwendern beschriebenen positiven Auswirkungen auf das Krankheitsgeschehen konnten wissenschaftlich nicht belegt werden. Hier ist von Placebo-Effekten auszugehen.
In der bislang größten Studie zur Eigenblutinjektion zur Unterstützung der konservativen Behandlung kompletter medialer Achillessehnenrupturen konnte kein Nutzen gegenüber Placebo nachgewiesen werden.
In einer Übersichtsarbeit von 2017 mit 31 verarbeiteten Literaturstellen aus der Alpha-Klinik in Zürich, die über die Einsatzmöglichkeiten verschiedener Formen der Eigenbluttherapie im Bereich der Traumatologie berichtet, wird zusammenfassend festgestellt:
„Eigenbluttherapien haben in letzter Zeit viel Aufmerksamkeit erfahren und wurden für zahlreiche Indikationen eingesetzt. Die Wirkweise von Eigenblutbehandlungen zielt darauf ab, einen Defekt zu füllen und lokale Wachstumsfaktoren freizusetzen, um Wundheilung zu initiieren und zu unterhalten. Im Rahmen dieser Wirkweise wurden positive Effekte von Eigenbluttherapien für Behandlungen von Sehnen, Bändern, und Knorpelschäden nachgewiesen. Gegenwärtig wird geforscht, wie diese Indikationen durch die gezielte Beimengung von Zellen oder durch unterstützende Biomaterialien erweitert werden kann.“
Auch die Deutsche Gesellschaft für Zahn-, Mund- und Kieferheilkunde (DGZMK) hat sich 2013 nach Auswertung von 24 Literaturstellen zu der Empfehlung veranlasst gesehen, dass „die Verwendung von Eigenblut und Eigenblutprodukten (...) in der rekonstruktiven Chirurgie des Zahn-, Mund- und Kieferbereichs eine lange wissenschaftlich fundierte Tradition [hat]“.
Der IGeL-Monitor des Medizinischen Dienstes Bund hat die wissenschaftliche Literatur speziell zur Eigenbluttherapie bei Sehnenreizung ausgewertet und bewertet diese Selbstzahlerleistung als „tendenziell negativ“. Gegenüber einer Vergleichstherapie (Kortikoide, Anästhetikum) zeigten sich keine Hinweise auf einen Nutzen. Mögliche schädliche Wirkungen seien daher nicht zu rechtfertigen.
Das Department für Evidenzbasierte Medizin und Evaluation an der Donau-Universität Krems sowie Cochrane Österreich kommen im Jahre 2020 nach Auswertung der Studienlage zu dem Ergebnis, dass eine Therapie mit plättchenreichem Plasma (Eigenbluttherapie) bei Arthrose im Kniegelenk die Schmerzen möglicherweise reduziert, Schmerzen im Hüftgelenk möglicherweise nicht.

## Rechtslage
Im Rahmen der Konkretisierung von § 28 TFG ist ein Streit ausgelöst worden, ob auf die verschiedenen Varianten der Eigenbluttherapie das Transfusionsgesetz Anwendung findet. Nachdem das Bundesverwaltungsgericht in drei Revisionsverfahren die erst- und zweitinstanzlichen Entscheidungen bestätigt hatte, dass den klagenden Heilpraktikern die streitgegenständlichen Formen der Eigenbluttherapie untersagt sind, weil sie nicht unter die Ausnahme des § 28 TFG fallen, hat das Bundesverfassungsgericht die Verfassungsbeschwerden gegen die letztinstanzlichen Entscheidungen des Bundesverwaltungsgerichts nicht zur Entscheidung angenommen. Dies wurde u. a. damit begründet, dass die Beschwerdeführer Unterlagen, anhand derer sich feststellen lasse, welche Behandlungsverfahren sie genau in ihrer jeweiligen Praxis angewendet haben, nicht vorgelegt und die Behandlungsmethoden nicht im Detail aufgezeigt hätten. Für die Beurteilung der Frage, ob die Ausnahme des § 28 TFG vom Bundesverwaltungsgericht verfassungsrechtlich vertretbar verneint wurde, sei dies aber von entscheidender Bedeutung. Da es diverse Eigenblutbehandlungen geben würde und die Behandlungen unterschiedlichen gesetzlichen Anforderungen unterliegen würden, könne nur in Kenntnis der konkret streitgegenständlichen Behandlungsmethode das angegriffene Verbot für Heilpraktiker verfassungsrechtlich beurteilt werden. Für die Prüfung der Verhältnismäßigkeit sei insbesondere die mit der Behandlung einhergehenden Gesundheitsrisiken von Bedeutung. Diese unterschieden sich je nach Behandlungsmethode.
Das OVG Niedersachsen hingegen hatte in einem anderen Verfahren zuvor noch entscheiden, dass es auf die konkrete Gefährlichkeit der Behandlungsmethoden nicht ankomme. Die hiergegen erhobene Nichtzulassungsbeschwerde wurde vom Bundesverwaltungsgericht als unbegründet zurückgewiesen. Gegen den Beschluss des Bundesverwaltungsgericht wurde im Oktober 2024 beim Bundesverfassungsgericht Verfassungsbeschwerde eingelegt (Az. 1 BvR 2324/24).

## Kosten
Die Eigenbluttherapie ist eine Individuelle Gesundheitsleistung (IGeL). Die GOÄ sieht für die Eigenbluttherapie die Nr. 284 vor. Pro Injektion muss mit etwa 7 bis 20 Euro gerechnet werden (nach GOÄ = Gebührenordnung für Ärzte). Für eine Sitzung müssen 15 Euro bis 80 Euro veranschlagt werden. Ein Behandlungszyklus kann bis etwa 500 Euro kosten. Die Kosten der Eigenbluttherapie werden nur von wenigen gesetzlichen Krankenkassen als Satzungsleistung gem. § 11 Abs. 6 SGB V übernommen. Dies ist unter dem Aspekt der Stärkung des Wettbewerbs der Krankenkassen auf der Leistungsseite zu sehen.